# Астрагал гачкуватий
Астрагал гачкуватий, астрагал гачконосний (Astragalus hamosus) — вид квіткових рослин родини бобові (Fabaceae).

## Опис
Однорічна трав'яниста рослина, яка досягає у висоту від 10 до 60 сантиметрів. Стебла сланкі або прямовисні. Листя непарноперисті, складається з від 19 до 23 листочків довгасто-яйцеподібних. Суцвіття більш-менш щільні, містять від 5 до 14 квіток. Віночок 6-11 мм, блідо-жовтий. Плід – лінійний, серпувато-зігнутий біб, до 4 см завдовжки та 0,3 см завширшки, з носиком, волохатий, коричневий. Насіння ниркоподібне, до 3 мм завбільшки, з добре помітним насіннєвим рубчиком, пласке, коричневе, матове.

## Поширення
Країни поширення: Північна Африка: Алжир; Єгипет; Лівія; Марокко; Туніс. Азія: Кувейт; Катар; Саудівська Аравія; Афганістан; Кіпр; Єгипет — Синай; Іран; Ірак; Ізраїль; Йорданія; Ліван; Сирія; Туреччина; Туркменістан [ш. Копетдаг]; Пакистан — Пенджаб. Кавказ: Вірменія; Азербайджан; Грузія; Росія — Чечено-Інгушетія, Дагестан, Краснодар. Європа: Україна — Крим; Албанія; Болгарія; Колишня Югославія; Греція [вкл. Крит]; Італія [вкл. Сардинія, Сицилія]; Румунія; Франція [вкл. Корсика]; Португалія [вкл. Мадейра]; Гібралтар; Іспанія [вкл. Балеарські острови, Канарські острови].
Росте на луках на вапняковому субстраті; 0-1700 м. Період цвітіння триває з березня по травень.

## Галерея

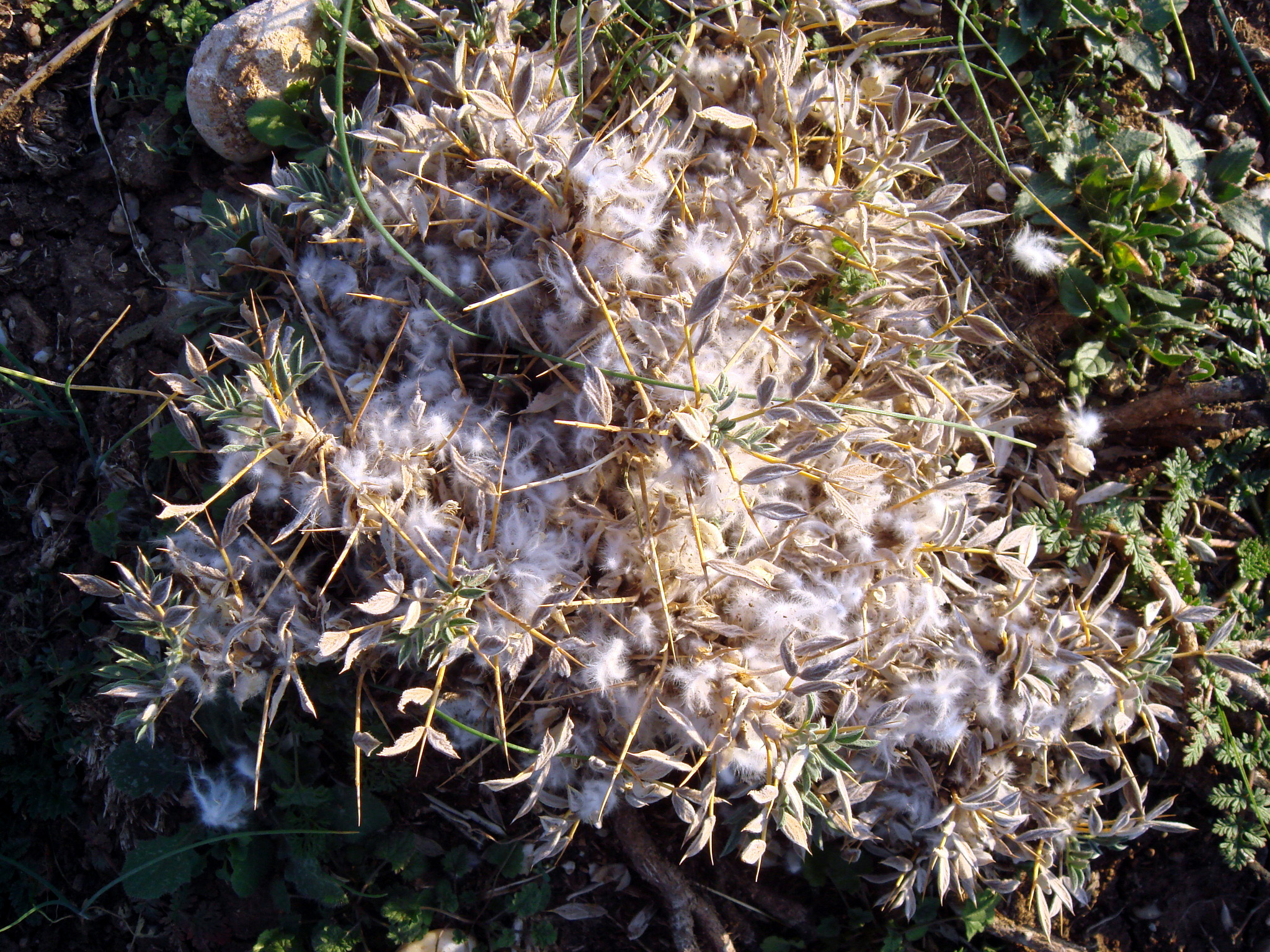
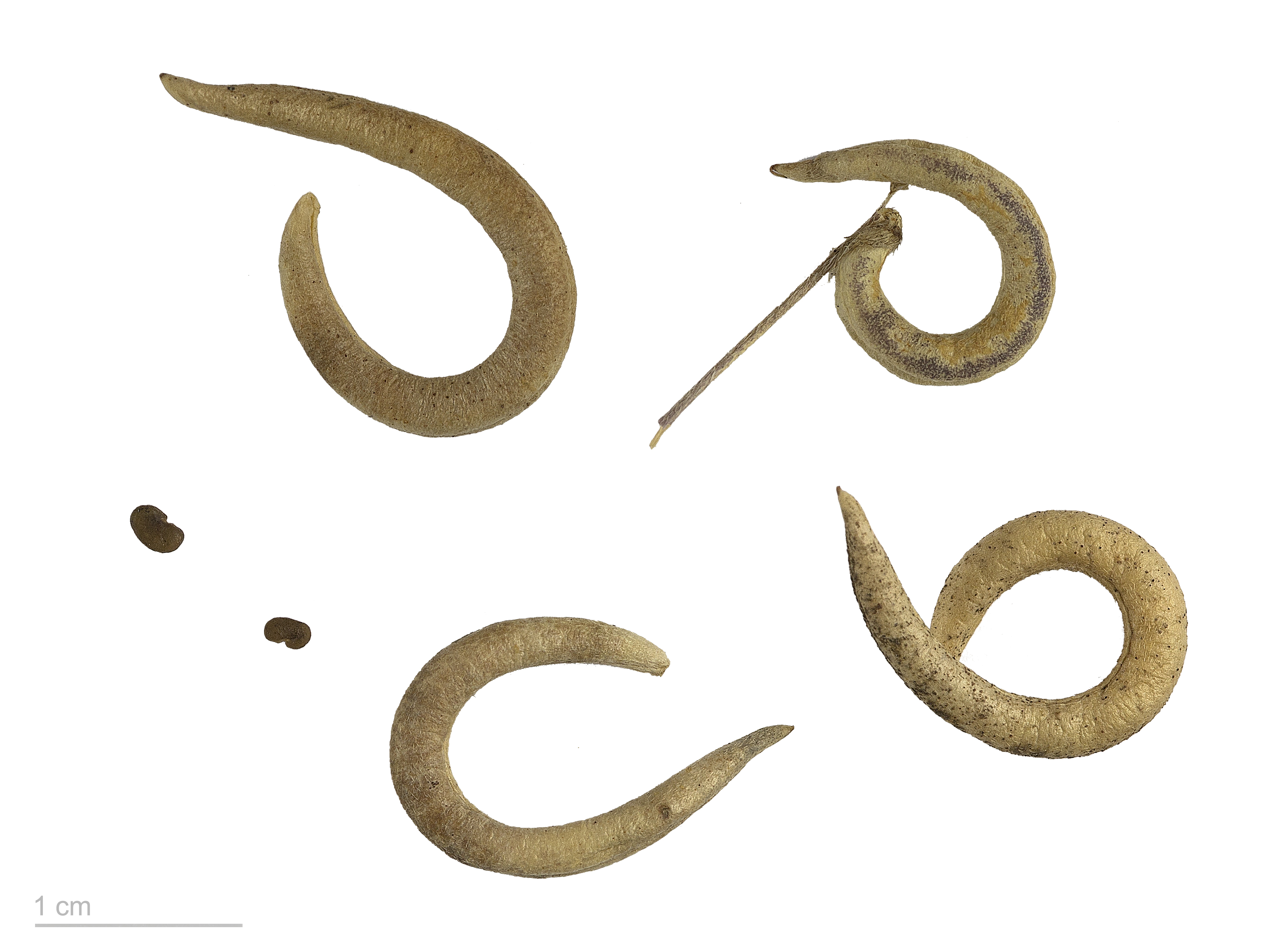
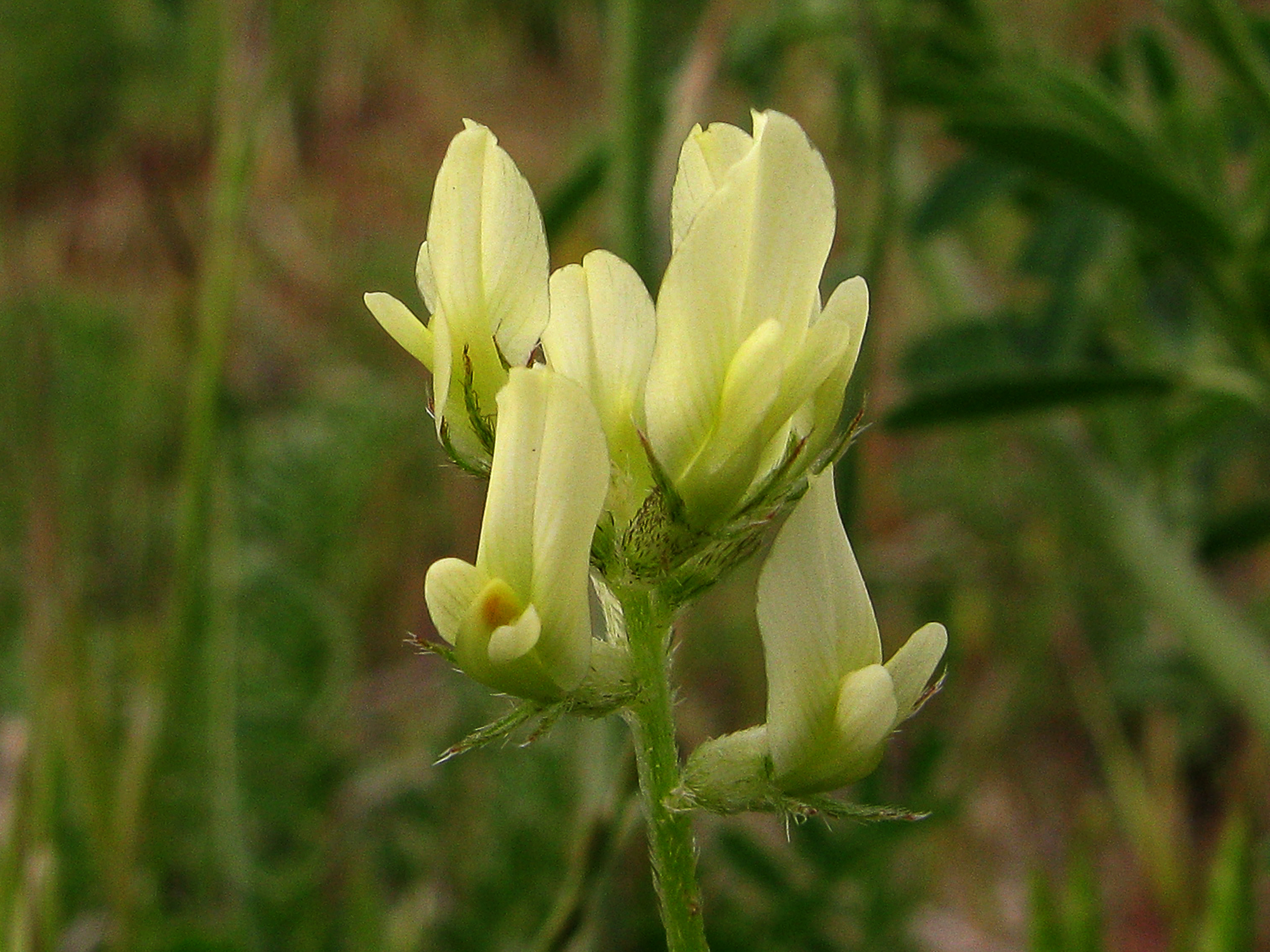